# يوم حائر
يوم حائر احد ايام العرب في الجاهلية، بين بنو عبدالله بن دارم من تميم وبنو قيس بن ثعلبة من بكر بن وائل.

## المعركة
قتل اشيم احد بني قيس بن ثعلبة علقمة بن زرارة الدارمي فجمع لقيط بن زرارة قومه فغزاهم فقتل أشيم.
فقال لقيط في ذلك اليوم: